# Christa Beran
Pour les articles homonymes, voir Beran.
Christa Beran, née Christa Denner en 1922 et morte en 1992, est une chrétienne autrichienne qui reçut le titre de Juste parmi les nations pour avoir aidé Edith Hahn Beer à survivre au génocide juif.

## Biographie
Beran est née Christa Denner à Vienne en Autriche, en 1922.
En juin 1942, la voisine juive de Denner, Edith Hahn Beer doit aller se faire recenser à la Gestapo. Sachant que Hahn est susceptible d'être déportée dans un camp de concentration, Denner et quelques amis la cachent en plusieurs endroits. Au fil du temps, le groupe a de plus en plus de difficultés à subvenir aux besoins de Hahn et un plan est conçu pour lui permettre de quitter Vienne. En juillet, Denner lui donne ses propres papiers d'identité et des cartes de rationnement, papiers qu'elle déclarera perdus à la police. Hahn part en Allemagne sous le nom de Christa Denner, se marie avec un membre du parti nazi et réussit à survivre sous sa fausse identité jusqu'à la fin de la guerre.
Beran est reconnue comme Juste parmi les nations en 1985.